# Thor Hushovd
Thor Hushovd (Grimstad, 18 gennaio 1978) è un dirigente sportivo ed ex ciclista su strada norvegese, professionista dal 2000 al 2014.
È stato un velocista atipico, capace di buone prestazioni anche a cronometro e sulle medie salite. In carriera ha vinto il Campionato del mondo a cronometro Under-23 nel 1998, la Gand-Wevelgem 2006, la Omloop Het Nieuwsblad 2009, il Campionato del mondo Elite nel 2010, una tappa al Giro d'Italia, dieci al Tour de France, tre alla Vuelta a España, oltre a sei titoli nazionali, tre in linea e tre a cronometro. Si è aggiudicato anche la maglia verde al Tour de France nel 2005 e nel 2009, e la maglia azzurra alla Vuelta a España nel 2006.

## Carriera

### Gli esordi
Thor Hushovd nasce il 18 gennaio del 1978 a Grimstad, piccola cittadina della Norvegia meridionale affacciata sullo Skagerrak, lo stretto del Mare del Nord che separa la Danimarca dalla stessa Norvegia.
Seguendo le orme del fratello maggiore, Thor inizia a gareggiare in bicicletta a dieci anni, nel 1988, sostenuto dai genitori ed in modo particolare dal padre, ex saltatore con gli sci che oltre ad accompagnarlo alle corse gli fa da meccanico e lo aiuta economicamente fino a quando il ragazzo non entra in una squadra di buon livello. Viene seguito e spesso consigliato anche da Dag Otto Lauritzen il primo norvegese a vincere una tappa al Tour de France, anche lui nativo di Grimstad e all'epoca piuttosto famoso, che per Thor diventa un modello da seguire, un compagno di allenamenti oltre che un amico. Al ciclismo Hushovd alterna lo sci di fondo che pratica anche a livello agonistico con buoni risultati. Negli anni in cui gareggia nella categoria juniores, il 1995 e il 1996 con il Grenland SK, si mette in mostra soprattutto per le qualità di cronoman tanto da conquistare due titoli nazionali, il Campionato nordico e il decimo posto ai Mondiali. Si impone anche nella prova in linea del Campionato norvegese di categoria.
Nel primo anno tra gli Under 23, il 1997, vince quattro tappe al Ringerike Grand Prix, importante corsa norvegese aperta a dilettanti e professionisti. Nel 1998 trionfa in due prestigiose classiche dilettantistiche quali la Paris-Roubaix Espoirs e alla Paris-Tours Espoirs che gli permettono di aggiudicarsi la Coppa del mondo riservata agli Under 23. Il 6 ottobre in occasione della prova a cronometro per gli Under 23 ai Campionati del mondo nei Paesi Bassi copre i 32,8 chilometri tra Maastricht e Valkenburg in poco più di 43 minuti ad una media superiore ai 45 chilometri orari conquistando la medaglia d'oro a soli venti anni. Tre giorni dopo si piazza al quinto posto nella prova in linea. Nel 1999 vince ventidue corse imponendosi spesso nelle gare in linea ma anche in brevi corse a tappe. Nel settembre del 1999 debutta come stagista con la squadra professionistica francese francese Crédit Agricole ottenendo subito un quinto posto nella quarta tappa del Tour de l'Avenir dove vince la volata del gruppo inseguitore ad alcuni minuti dai primi classificati. Dopo l'esperienza da stagista firma con la squadra francese un contratto da professionista a partire dal 2000.

### Professionista con la Crédit Agricole (2000-2008)
Dopo la brillante carriera tra gli Under 23 e l'esperienza da stagista viene assunto come professionista nel 2000 dalla Crédit Agricole squadra francese per la quale gareggerà fino al 2008, anno della chiusura del team.

#### Il debutto
Nel 2000 abbandona la Norvegia per trasferirsi a vivere in Francia dove inizialmente viene molto aiutato dai compagni di squadra della Crédit Agricole Jens Voigt e Stuart O'Grady. Ottiene il primo risultato positivo a marzo in una lunga tappa della Tirreno-Adriatico dove si piazza al nono posto nella volata vinta da Erik Zabel su Mario Cipollini. In aprile partecipa alla Parigi-Roubaix vinta da Johan Museeuw in cui si ritirano oltre cento atleti. Per Thor, che due anni prima aveva vinto la Paris-Roubaix Espoirs, è la prima partecipazione con i professionisti e tagliare il traguardo, anche se molto lontano dai primi classificati, è un ottimo risultato per un debuttante nonché una cosa piuttosto rara. Trionfare all'Inferno del Nord, così viene chiamata la Parigi-Roubaix, diventa il sogno sportivo del norvegese, il traguardo più ambito. Conclude la stagione in modo positivo con un bottino di cinque vittorie e porta a termine anche la Parigi-Tours e il Campionato del mondo dimostrando buone qualità per le classiche nonostante la giovane età.
Positiva è anche la stagione 2001 in cui Hushovd si aggiudica otto corse vincendo tappe a cronometro, in linea e la classifica generale del Tour de Normandie, del Postgirot Open e della Paris-Corrèze. Debutta al Tour de France contribuendo in modo importante alla vittoria della Crédit Agricole nella quinta tappa, una cronosquadre di 67 chilometri da Verdun a Bar-le-Duc che permette a Stuart O'Grady di mantenere la maglia gialla, salvo poi ritirarsi dopo alcune tappe. Porta invece a termine la Milano-Sanremo e il Giro delle Fiandre, disputate per la prima volta, e la Parigi-Tours, vinta con un ridottissimo distacco da Richard Virenque, dove viene battuto nella volata per il secondo posto da Óscar Freire ed Erik Zabel confermandosi come corridore da classiche.

#### Le prime vittorie importanti
Per prepararsi al meglio per il 2002, in particolare per le classiche, cambia la preparazione agonistica invernale diminuendo gli allenamenti in palestra per aumentare le uscite in bici. La stagione si rivelerà al di sotto delle aspettative con tre soli successi complici la caduta alla Paris-Nice quando sta per raggiungere la forma migliore e forse la pressione eccessiva della squadra nei confronti del ragazzo. Partecipa alla Milano-Sanremo, al Giro delle Fiandre e alla Parigi-Roubaix concludendole tutte senza acuti. In occasione della diciottesima tappa del Tour de France da Cluses a Bourg-en-Bresse, dopo una lunga fuga batte in una volata a tre Christophe Mengin e Jakob Piil conquistando la sua prima vittoria nella corsa francese. Il mese successivo si laurea per la prima volta campione norvegese a cronometro. Durante la stagione prende contatto con la EDS-Fakta, squadra danese in cui milita il suo amico e connazionale Kurt Asle Arvesen, per correre dal 2003 ma la trattativa non va in porto dopo le rassicurazioni ricevute da Roger Legeay, direttore sportivo della Crédit Agricole, che vuole rendere la squadra più competitiva per le classiche e il Tour de France, obiettivi principali di Hushovd. In un'intervista a fine stagione il norvegese dichiara di avere commesso un errore a contrattare con la EDS-Fakta, di non avere screzi con Roger Legeay e di trovarsi bene con i compagni della Crédit Agricole.
La prima parte della stagione 2003, a causa di una errata ed eccessiva preparazione durante l'inverno, si rivela negativa tanto che Hushond non partecipa a nessuna classica. Le cose migliorano verso l'estate e dopo le vittorie di tappa alla Vuelta a Castilla y León e al Critérium du Dauphiné disputa un buon Tour de France in cui non vince alcuna frazione ma ottiene alcuni piazzamenti sprintando con velocisti quali Baden Cooke e Alessandro Petacchi, e a settembre si impone nel Grote Prijs Jef Scherens centrando la terza vittoria dell'anno. Una successiva caduta ne compromette il finale di stagione e non partecipa ai Campionati del mondo di Hamilton.
L'australiano Stuart O'Grady, velocista di punta della Crédit Agricole nelle precedenti stagioni, dal 2004 passa alla Cofidis, e Thor Hushovd diventa il nuovo capitano della squadra francese diretta ancora da Roger Legeay che viene strutturata per supportarlo al meglio nelle classiche e al Tour de France, ancora obiettivi stagionali del norvegese. Hushovd non delude le aspettative centrando dieci vittorie. In febbraio si impone in una tappa dell'Étoile de Bessèges e nei mesi successivi vince la Classic Haribo in una volata di gruppo, il Grand Prix de Denain dopo uno sprint a due e il Tour de Vendée per distacco, che gli consentono di aggiudicarsi la Coppa di Francia. Prende parte anche al Giro delle Fiandre e alla Parigi-Roubaix conclusa in diciassettesima posizione. Nei mesi successivi centra vittorie di tappa al Tour du Languedoc-Roussillon e al Critérium du Dauphiné e conquista la medaglia d'oro ai Campionati nazionali norvegesi sia nella prova a cronometro che in linea. Grazie ai piazzamenti nelle prime tappe del Tour de France indossa per un giorno la maglia gialla di leader della corsa. Nella tredicesima tappa, disputata sotto la pioggia da Lamballe a Quimper dove il traguardo è posto in cima ad una leggera salita, con una lunghissima volata sorpassa Kim Kirchen, scattato poco prima, e vince lasciandosi alle spalle tra gli altri Erik Zabel che lo precederà nella classifica finale a punti.

#### La svolta della carriera

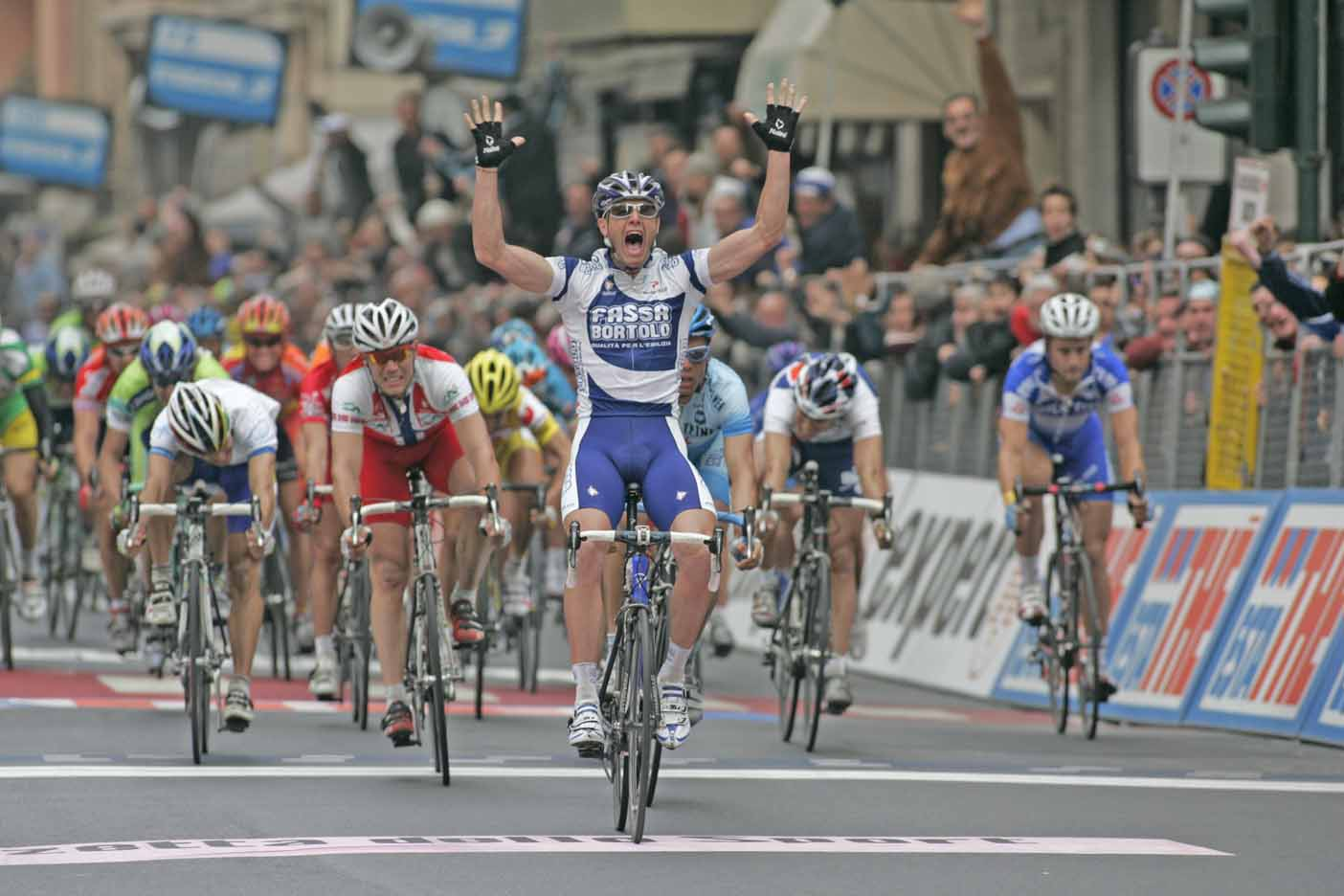
Un imbattibile Alessandro Petacchi vince la Milano-Sanremo del 2005 dove Hushovd, in secondo piano con la maglia rossa, bianca e blu di Campione norvegese, si piazza al terzo posto.

Prepara la stagione 2005 per essere competitivo nelle classiche dove ottiene buoni risultati pur non vincendo alcuna corsa. Alla Milano-Sanremo arriva con il gruppo principale ma sul traguardo della cittadina ligure un imbattibile Alessandro Petacchi vince nettamente la volata lasciandosi alle spalle Danilo Hondo e lo stesso Thor Hushovd che con il terzo posto ottiene il primo podio in una classica monumento. Dopo una fuga con gruppetto di corridori, tra cui Daniele Bennati e Fabian Cancellara, si piazza al quinto posto nella Gent-Wevelgem vinta per distacco e in modo dubbio da Nico Mattan su Juan Antonio Flecha. Conclude la Paris-Roubaix al nono posto a quasi quattro minuti dal vincitore Tom Boonen, tagliando il traguardo per la prima volta nei primi dieci classificati. Nei mesi successivi vince quattro gare compresa la prova a cronometro dei Campionati norvegesi. Al Tour de France Hushovd ottiene numerosi piazzamenti ma nessuna vittoria di tappa. Lotta però con Tom Boonen, poi ritirato, Stuart O'Grady e Robbie McEwen per la classifica a punti, ambita dai velocisti, il cui leader si distingue dalla maglia verde che indossa. Dopo tre settimane di corsa Thor si aggiudica la speciale classifica indossando la maglia verde sul podio finale di Parigi. Questo successo lo consacra tra i corridori più forti al mondo e tra i migliori sportivi norvegesi tanto da vincere il prestigioso Premio popolare dello sport, per la prima volta assegnato ad un ciclista. L'ultima vittoria stagionale arriva nella quinta tappa della Vuelta a España da Alcázar de San Juan a Cuenca.

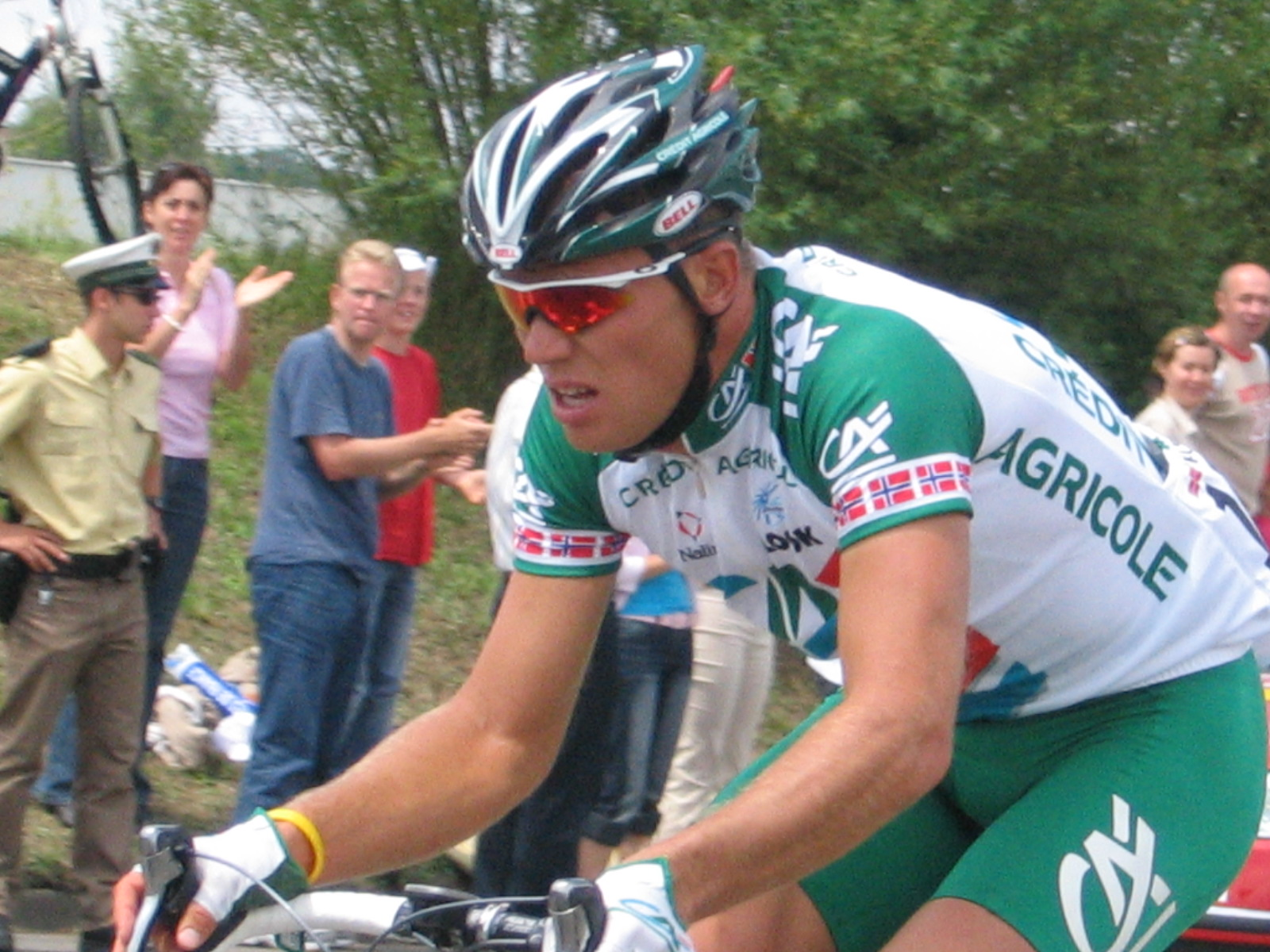
Thor Hushovd impegnato al Tour de France del 2005 dove si aggiudica la prestigiosa classifica a punti.

Il 2006 è una delle migliori stagioni per Thor Hushovd dal punto di vista qualitativo. Si mette in mostra alla Tirreno-Adriatico battendo in volata Alessandro Petacchi e Óscar Freire nella quarta tappa di oltre duecento chilometri, la più lunga della corsa. Dopo il piazzamento alla Milano-Sanremo, vince la Gent-Wevelgem, una delle tre classiche del pavé, regolando in volata David Kopp, Alessandro Petacchi e Filippo Pozzato conquistando il suo primo successo in una classica. Vince poi una tappa alla Volta Ciclista a Catalunya e una al Critérium du Dauphiné Libéré prima di partecipare al Tour de France orfano di numerosi protagonisti coinvolti nell'Operación Puerto. A Strasburgo Thor vince il cronoprologo che gli consente di indossare la maglia gialla di leader della corsa. Durante la volata conclusiva della seconda tappa urta un oggetto tagliente che sporge dalle transenne laterali procurandosi una profonda ferita al braccio, conclude in nona posizione e perde la maglia gialla. Nonostante i quattro punti di sutura non si ritira dalla corsa e nella tappa successiva disputa la volata dove viene battuto da Robbie McEwen e Tom Boonen ma riconquista la maglia gialla che perderà definitivamente il giorno dopo. Nella ventesima e ultima tappa con arrivo sugli Champs-Elysées, nel centro di Parigi, batte in volata Robbie McEwen ed Erik Zabel. Grazie ai buoni piazzamenti nelle prime tappe della Vuelta a España indossa per tre giorni la maglia oro che distingueva il leader della classifica generale, batte in volata André Greipel ed Erik Zabel nella quinta frazione e si aggiudica la classifica a punti all'epoca contraddistinta dalla maglia azzurra. Conclude la stagione all'undicesimo posto del ProTour il suo migliore piazzamento nella classifica mondiale.

#### Gli ultimi anni con la squadra francese

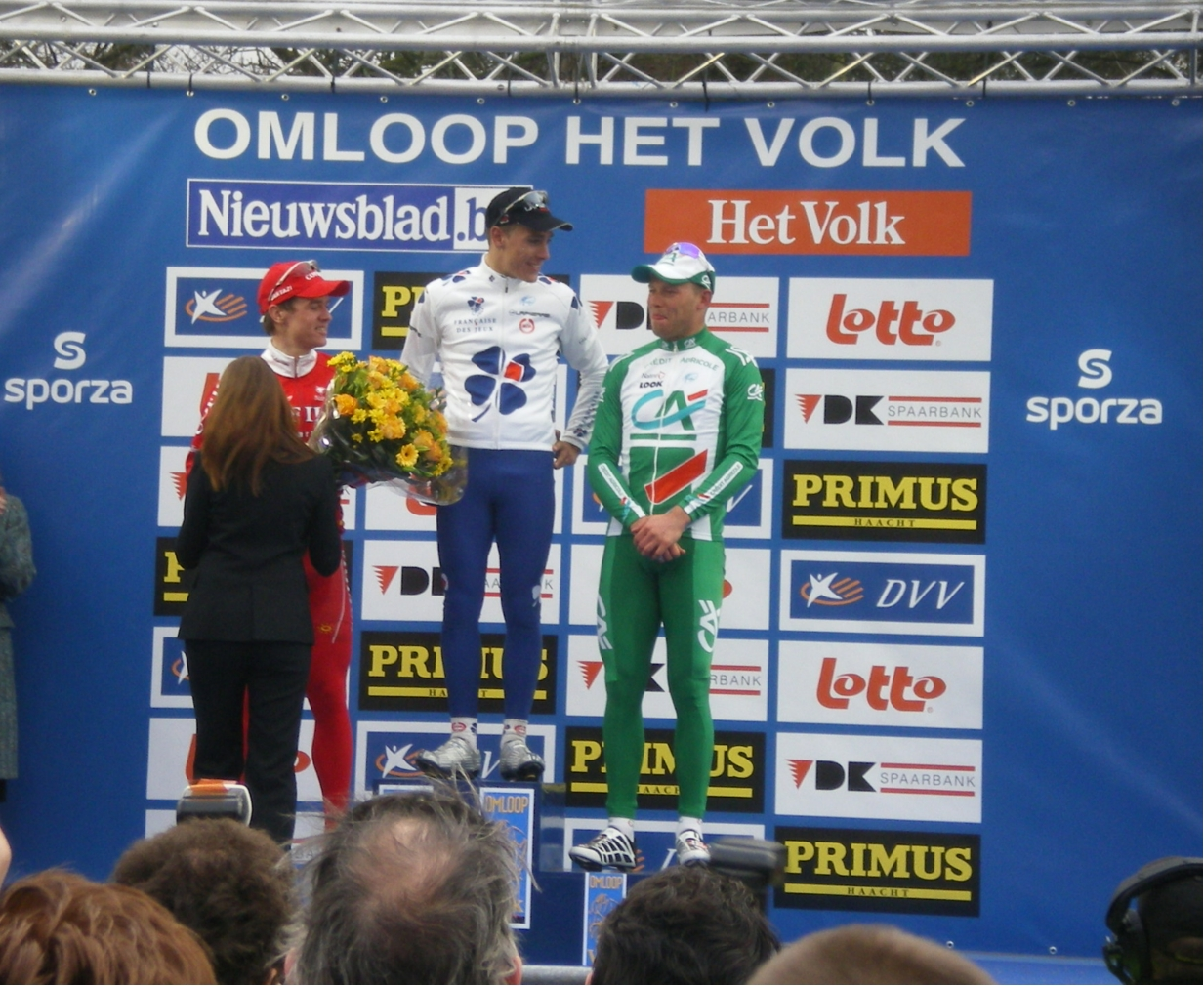
Nel 2008 Thor Hushovd sale sul terzo gradino del podio all'Omloop Het Volk, corsa che vincerà l'anno successivo.

Il 2007 di Thor Hushovd non è agli stessi livelli dell'anno precedente. Prepara la stagione in vista delle classiche ma causa di problemi di salute è costretto a saltare la Milano-Sanremo e non riesce a ritrovare la forma per le classiche del pavé a cui partecipa senza successo. Al Giro d'Italia si piazza al secondo posto nella settima tappa di oltre duecentocinquanta chilometri da Spoleto a Scarperia, la più lunga della corsa, battuto in volata da Alessandro Petacchi. Ad un controllo antidoping durante questo stesso Giro d'Italia, Alessandro Petacchi viene trovato positivo e nel 2008 squalificato e privato delle vittorie ottenute al Giro del 2007. La vittoria nella tappa di Scarperia viene assegnata ad Hushovd, secondo classificato, che ne diventa il vincitore a tavolino
. Affronta il Tour de France con una buona condizione e dopo il secondo posto nella prima tappa e la caduta nella seconda supera in volata Robert Hunter, Óscar Freire ed Erik Zabel sul traguardo di Joigny, quarta tappa, centrando il primo successo della stagione. È secondo nell'ultima tappa con arrivo sugli Champs-Elysée preceduto da Daniele Bennati. Conclude la stagione ottenendo altri piazzamenti ma nessuna vittoria.
Nella prima parte della stagione 2008 vince cinque corse, imponendosi in tappe in linea e brevi prologhi a cronometro, arriva terzo al traguardo dell'Omloop Het Volk, nono alla Milano-Sanremo e quindicesimo alla Gent-Wevelgem. Prima dell'estate la banca francese Crédit Agricole, annuncia che abbandonerà la sponsorizzazione della squadra ciclistica, il team manager Roger Legeay non trova un nuovo finanziatore e la squadra probabilmente chiuderà a fine anno. Anche se in un clima di incertezza per il futuro, Hushovd prende il via del Tour de France con il chiaro intento di conquistare la maglia verde della classifica a punti, supportato da una squadra completamente strutturata per le sue esigenze, una delle migliori che abbia mai avuto a disposizione. Vince la seconda tappa disputata su un percorso collinare tra Auray e Saint-Brieuc regolando in volata Kim Kirchen e Gerald Ciolek. Nelle tappe successive ottiene numerosi piazzamenti ma non sufficienti per aggiudicarsi l'ambita maglia verde, vinta da Óscar Freire con Hushovd secondo. In settembre Thor Hushovd firma un contratto con il Cervélo TestTeam per la stagione successiva visto che la Crédit Agricole conferma di abbandonare l'attività gareggiando per l'ultima volta alla Paris-Tours.

### I successi con la Cervélo Test Team (2009-2010)

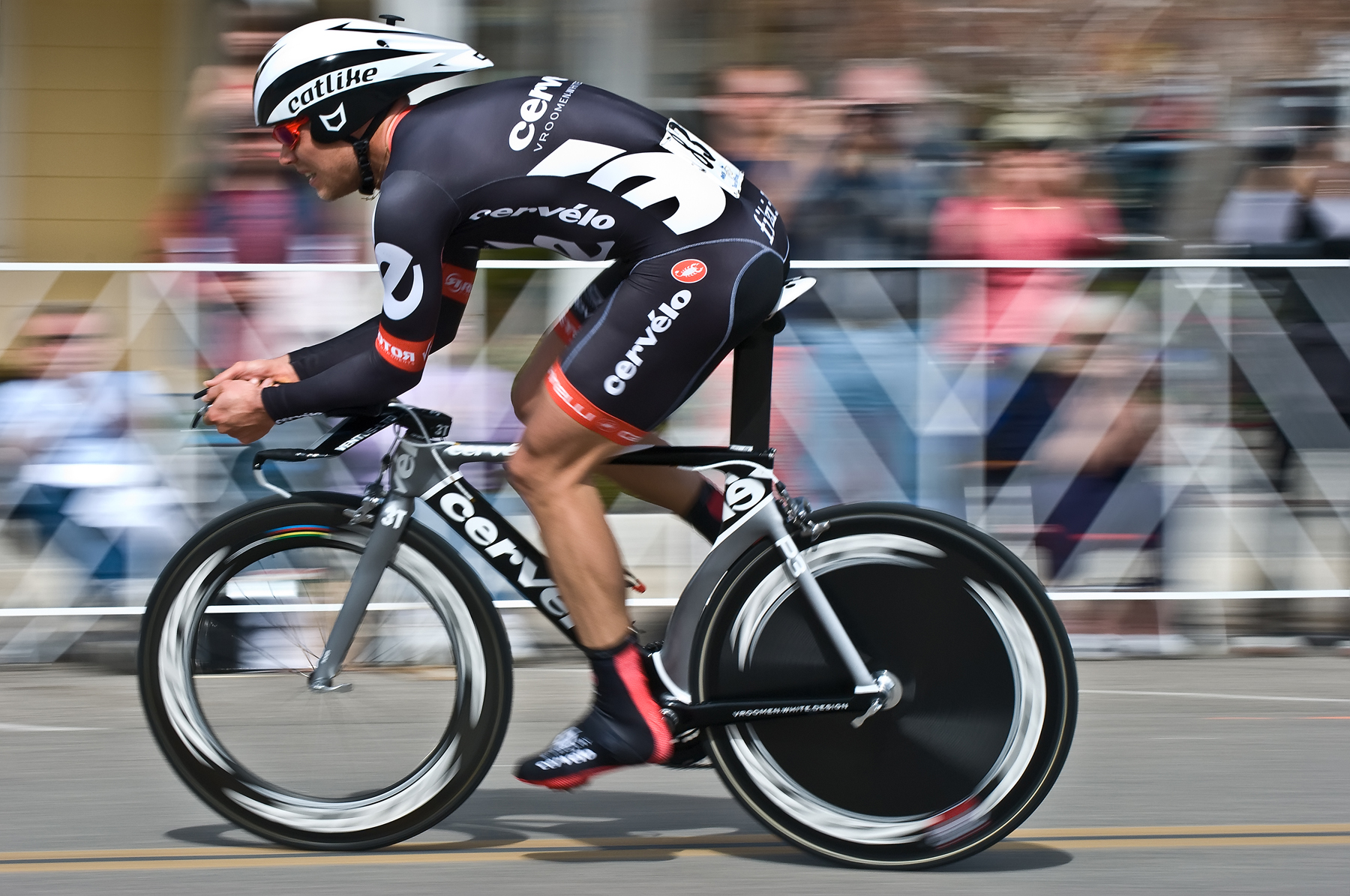
Thor Hushovd impegnato al Tour of California del 2009, prima gara con la maglia della Cervélo TestTeam.

Dopo nove anni con la Crédit Agricole chiusa alla fine della stagione precedente, Thor Hushovd gareggia nel 2009 e 2010 con la Cervélo TestTeam, squadra svizzera con licenza Professional Continental, dove si accasa anche Carlos Sastre vincitore nella passata stagione del Tour de France.

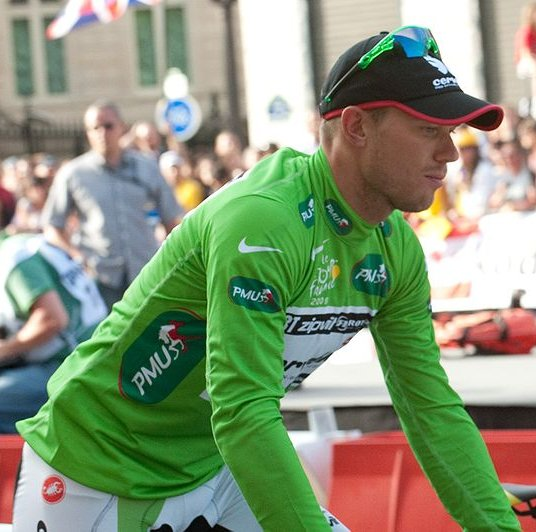
Al Tour de France del 2009 Hushovd conquista per la seconda volta la maglia verde.

Hushovd debutta con la nuova maglia in febbraio al Tour of California dove vince la terza tappa. A fine febbraio vince l'Omloop Het Nieuwsblad, prima classica del pavè della stagione, battendo in volata Kevyn Ista, Juan Antonio Flecha e Greg Van Avermaet. In marzo si piazza terzo alla Milano-Sanremo vinta da Mark Cavendish su Heinrich Haussler, compagno di squadra di Thor. Dopo il quarto posto all'E3 Prijs Vlaanderen partecipa alla Paris-Roubaix dove va in fuga con Tom Boonen, Filippo Pozzato, Juan Antonio Flecha, Leif Hoste e Johan Vansummeren dopo il difficile tratto in pavé della foresta di Arenberg. Al Carrefour de l'Arbre, altro settore in pavé a quindici chilometri dal traguardo, Hushovd scatta seguito solo da Boonen ma in seguito urta una bandiera pubblicitaria e cade rimanendo attardato. Sul traguardo di Roubaix si impone Tom Boonen che precede di quasi un minuto Pozzato, mentre Thor Hushovd vince la volata per il terzo posto battendo Hoste.
Al Tour de France lotta per la maglia verde della classifica a punti sfruttando ogni occasione per guadagnare qualche punto. Nella sesta tappa con arrivo a Barcellona, in Spagna, il traguardo è posto dopo un tratto di strada in leggera salita dove il norvegese con una potente volata batte Óscar Freire e José Joaquín Rojas. Nella tredicesima tappa vinta per distacco dal compagno di squadra Heinrich Haussler Thor riesce, unico velocista, ad arrivare con il gruppo dei migliori piazzandosi in sesta posizione. Il giorno successivo, nella volata per un piazzamento sul traguardo di Besançon, viene stretto contro le transenne da Mark Cavendish che dopo il reclamo dello stesso Hushovd viene squalificato per volata scorretta. Thor si rende ancora protagonista in una difficile tappa di montagna poi vinta da Fränk Schleck, la diciassettesima da Bourg-Saint-Maurice a Le Grand-Bornand, dove va in fuga da solo conquistando i punti dei traguardi volanti. Questi risultati unitamente a numerosi piazzamenti in volata gli consentono di aggiudicarsi per la seconda volta la maglia verde battendo il giovane e velocissimo Mark Cavendish, assoluto dominatore delle volate.

#### Campione del mondo
Nella prima parte del 2010 Hushovd ottiene buoni piazzamenti tra cui i sesti posti alla Kuurne-Bruxelles-Kuurne e alla Milano-Sanremo vinta dopo una volata di gruppo da Óscar Freire, al terzo successo nella Classicissima. Alla Paris-Roubaix è nel gruppo dei migliori quando Fabian Cancellara scatta da solo guadagnando velocemente un discreto vantaggio. Solo Juan Antonio Flecha e lo stesso Thor Hushovd provano a riprenderlo ma Cancellara è ormai troppo lontano e taglia il traguardo in solitaria, mentre il norvegese vince la volata a due per il secondo posto. Nei mesi successivi la vittoria di Fabian Cancellara viene messa in discussione in quanto si sospetta che il corridore svizzero abbia utilizzato una bicicletta dotata di un motore elettrico azionabile tramite un tasto nascosto sotto il manubrio

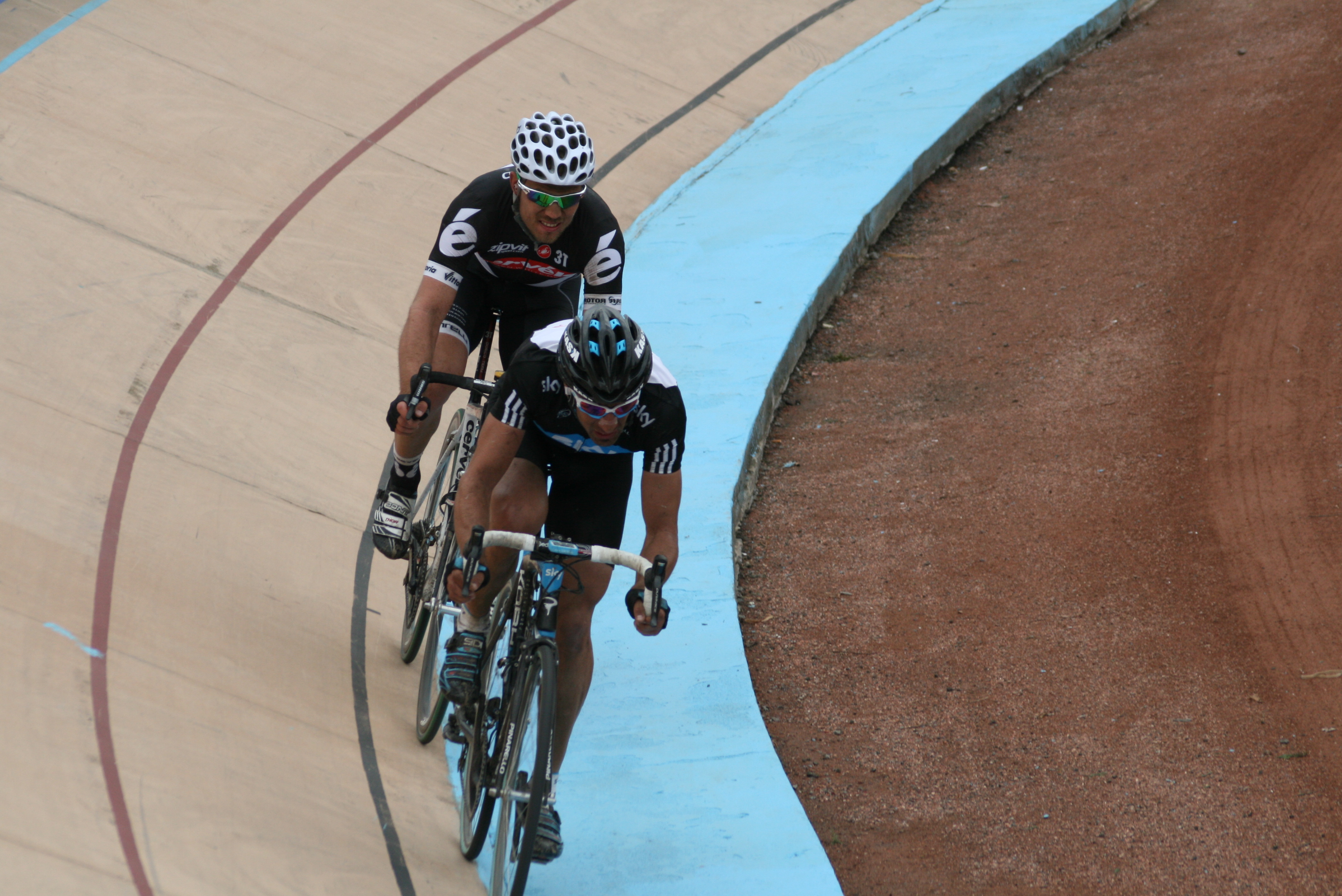
La volata per il secondo posto alla Paris-Roubaix del 2010 in cui Thor Hushovd batte Juan Antonio Flecha e sale sul secondo gradino del podio.

In maggio, durante un'uscita in bicicletta con altri corridori, in un tratto di pista ciclabile nei pressi di Arma di Taggia, per evitare una bambina che gli taglia la strada cade procurandosi la frattura della clavicola che rischia di comprometterne il prosieguo della stagione. Ritorna invece in corsa il mese successivo, in occasione dei Campionati nazionali e conquista la medaglia d'oro nella prova in linea. Al Tour de France vince la difficile tappa di Arenberg, caratterizzata dalla presenza di settori in pavé che la rendono simile all'Inferno del Nord, tanto che Thor commenterà questo successo dicendo: « [...] Quasi come vincere la Roubaix, che non ho mai vinto». Lotta anche per la classifica a punti, indossando per undici giorni la maglia verde, poi vinta da Alessandro Petacchi. Vince quindi la sesta tappa della Vuelta a España regolando in volata Daniele Bennati e Grega Bole, viene battuto da Mark Cavendish nella tredicesima per poi ritirarsi dopo alcune tappe.

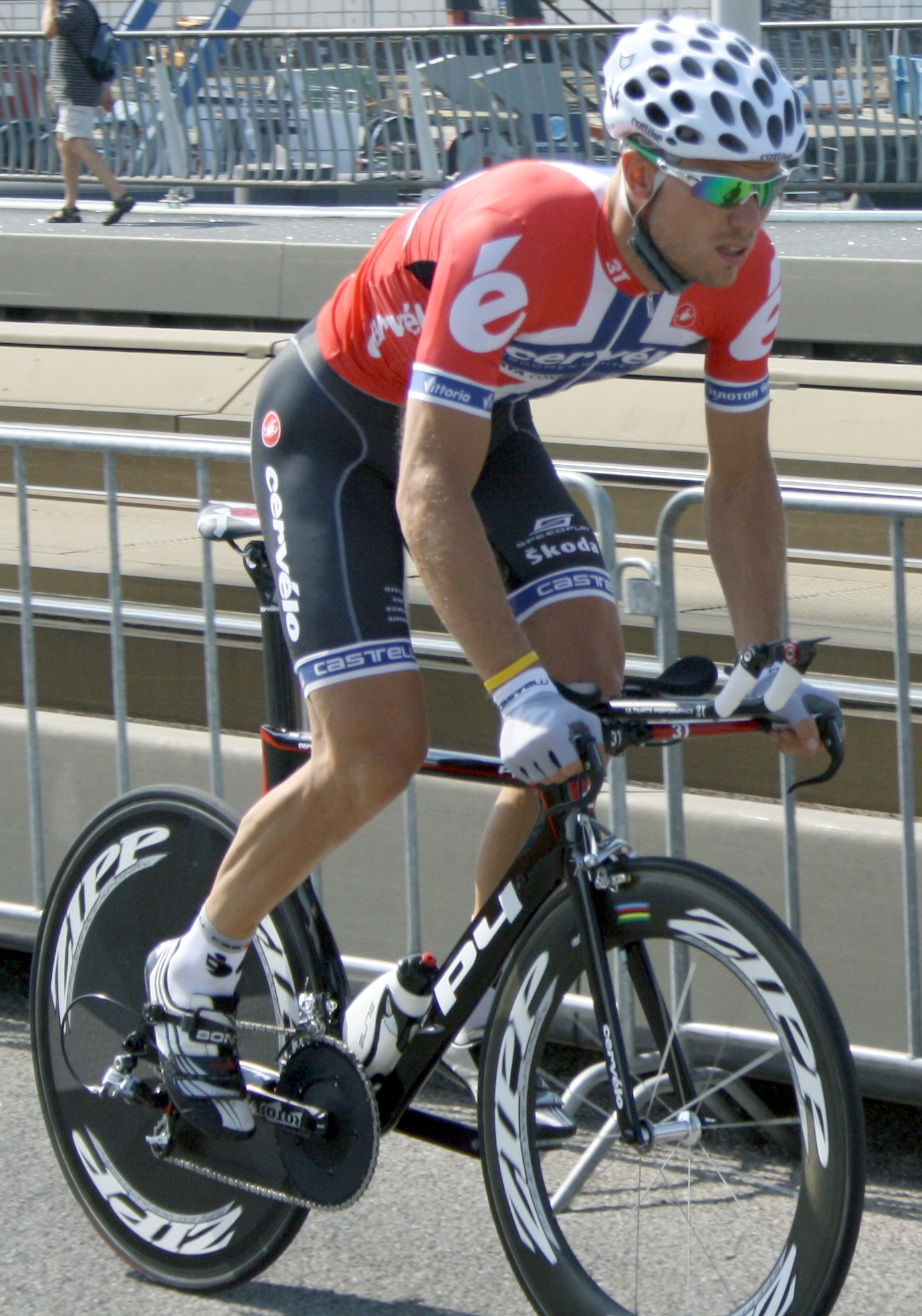
Thor Hhushovd con la maglia di Campione norvegese impegnato al Tour de France del 2010.

Il 3 ottobre partecipa alla prova in linea dei Campionati del mondo disputata su un facile tratto in linea tra Melbourne e Geelong dove poi si ripete per undici volte un circuito con due strappi lontani dall'arrivo posto in leggera salita. Il circuito non sembra adatto ai velocisti e Hushovd, che può contare solo su due compagni di squadra, Edvald Boasson Hagen e Alexander Kristoff, non è considerato tra i favoriti assoluti. All'ultimo giro Hushovd è nel gruppo di testa formato da una quarantina di corridori quando scatta Philippe Gilbert che sembra destinato ad arrivare al traguardo da solo ma viene rallentato dal vento contrario facilitando il rientro del gruppo. L'azione del belga dimezza il gruppo che si giocherà la vittoria in volata. Partono per primi Matti Breschel e Allan Davis, rispettivamente secondo e terzo al traguardo, superati nettamente da Thor Hushovd, che diventa il primo norvegese a vincere il Campionato del mondo su strada riservato ai professionisti ottenendo il più importante successo della carriera. Una delle prime persone a congratularsi con Thor è Harald V di Norvegia, Sovrano del Regno e appassionato sportivo, che gli invia un sms di felicitazioni. La vittoria del Campionato mondiale porta al corridore norvegese una grande popolarità nel suo Paese dove viene anche nominato Sportivo dell'anno.
Dopo la vittoria del Mondiale decide di concludere in anticipo la stagione non potendo partecipare alla Parigi-Tours a causa del mancato invito della sua squadra, ma su richiesta dell'RCS accetta di disputare il Gran Piemonte e il Giro di Lombardia dove sfoggia per la prima volta la maglia iridata. A fine stagione la Cervélo, fabbrica canadese di biciclette chiude la squadra ufficiale, il Cervélo TestTeam per diventare sponsor e fornitore tecnico del Team statunitense Garmin, con cui si accasa anche Hushovd.

### La stagione iridata con la Garmin-Cervélo (2011)
Nel 2011 passa al Team Garmin-Cervélo, squadra statunitense con licenza World Tour, con un contratto annuale di 1,2 milioni di euro.

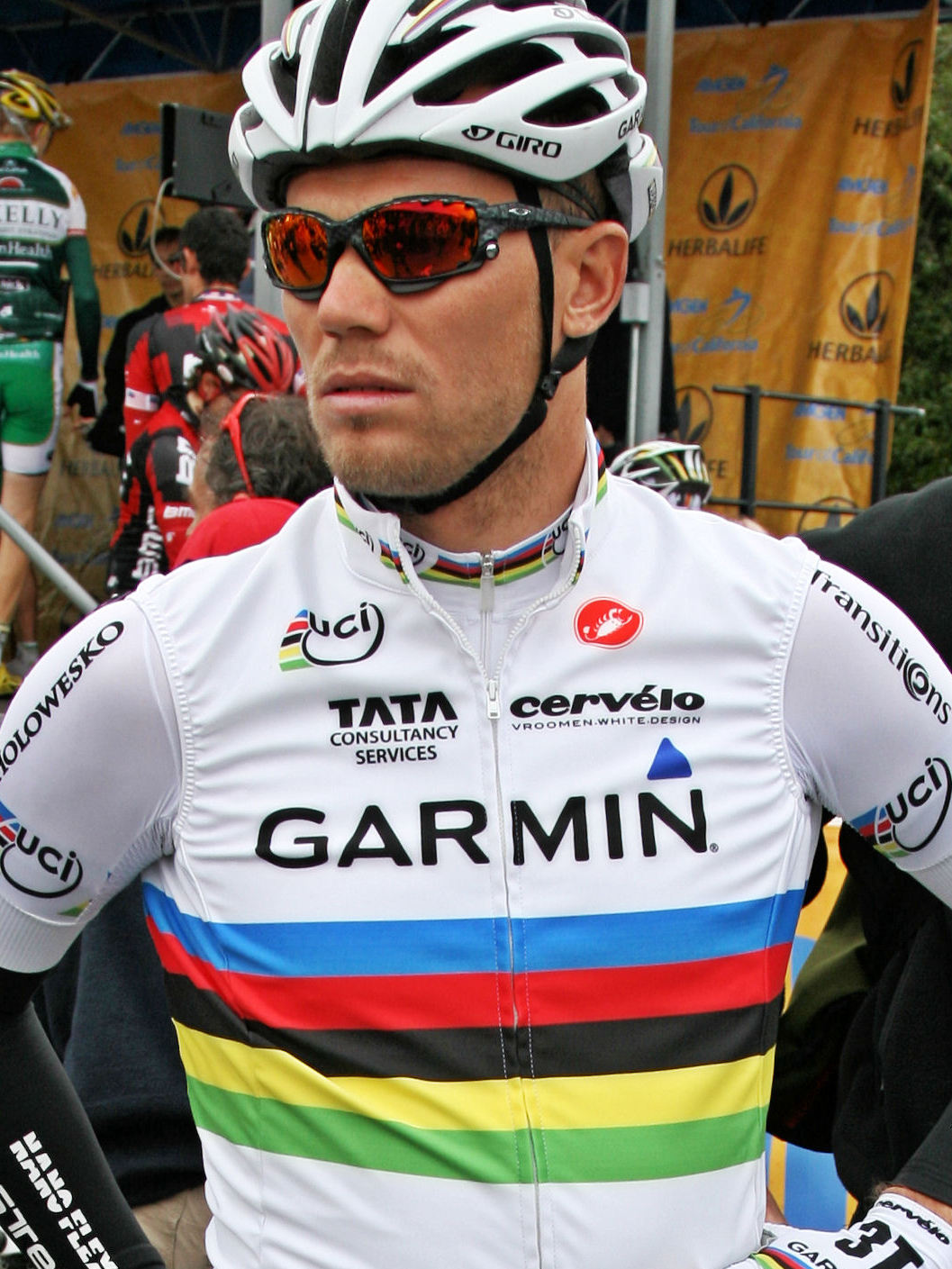
Thor Hushovd con la maglia iridata di Campione del mondo in carica nel 2011

Debutta in febbraio al Tour of Oman. Alla Milano-Sanremo partecipa come favorito ma viene coinvolto in una caduta a cento chilometri dal traguardo e conclude nelle ultime posizioni. Si piazza ottavo alla Parigi-Roubaix vinta per distacco dal compagno di squadra Johan Vansummeren.
In giugno ottiene il primo successo in maglia iridata, battendo in volata Peter Sagan e Marco Marcato nella quarta tappa del Tour de Suisse. A fine mese conquista la medaglia di bronzo nella prova in linea ai Campionati norvegesi.
Nella prima tappa del Tour de France, con arrivo in leggera salita a Mont des Alouettes Les Herbiers, arriva terzo a sei secondi dal vincitore Philippe Gilbert. La Garmin vince la cronosquadre del giorno seguente consentendo a Hushovd di conquistare la maglia gialla che indosserà per sette giorni. Il 15 luglio vince la tredicesima tappa da Pau a Lourdes: dopo una lunga fuga con altri corridori, tra cui Alessandro Petacchi, arriva in cima al Colle d'Aubisque in terza posizione preceduto dallo scalatore francese David Moncoutié e da Jérémy Roy, li raggiunge nella lunga discesa, li stacca nel tratto in pianura e taglia il traguardo tutto solo. Quattro giorni dopo vince la sedicesima tappa da Saint-Paul-Trois-Châteaux a Gap battendo allo sprint, dopo una bella fuga, il connazionale Edvald Boasson Hagen. Conclude al sessantottesimo posto della classifica generale, il suo miglior risultato in carriera.
In agosto firma un contratto triennale con la squadra statunitense BMC Racing Team, valido a partire dalla stagione 2012.
Nel finale di stagione, dopo il quarto posto al Grand Prix de Ouest-France e una vittoria di tappa al Tour of Britain, partecipa ai campionati del mondo in Danimarca partendo come uno dei favoriti. Viene però coinvolto in una caduta e non riesce più a rientrare nel gruppo principale concludendo la corsa al centosettantesimo posto.

### Gli anni con la BMC Racing Team (2012-)
Dalla stagione 2012 gareggia con la BMC Racing Team, squadra statunitense con licenza World Tour.

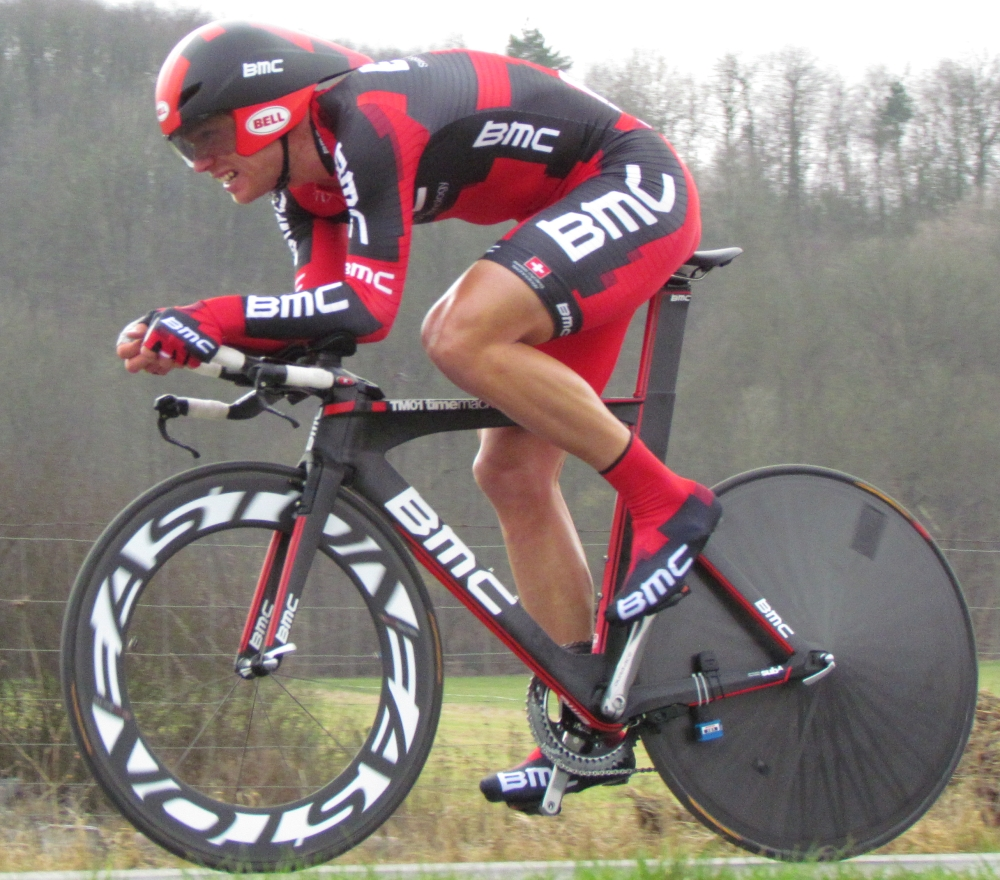
Alla Paris-Nice del 2012.

Debutta in febbraio al Tour of Qatar, partecipa poi al Tour du Haut-Var, alla Omloop Het Nieuwsblad e in marzo alla Paris-Nice. È costretto a saltare la Milano-Sanremo, uno dei suoi obiettivi stagionali, a causa della febbre. In seguito si ritira all'E3 Harelbeke, conclude attardato la Gent-Wevelgem e il Ronde van Vlaanderen. Alla Paris-Roubaix cade in un tratto di strada asfaltata non riuscendo più a rientrare sul gruppo dei migliori e conclude la gara in quattordicesima posizione. In maggio partecipa per la seconda volta al Giro d'Italia ottenendo un settimo posto nella seconda tappa, un sesto nella terza e si ritira nel corso della sesta tappa. A causa di un'infezione virale e di un'infiammazione muscolare è poi costretto a saltare la seconda parte della stagione, compresi il Tour de France, i Giochi olimpici di Londra e i campionati del mondo nel Limburgo. Conclude la stagione al duecentoventicinquesimo posto nella classifica del World Tour e per la prima volta in carriera non ottiene vittorie.

#### Il ritorno alla vittoria
Debutta in gennaio al Tour de San Luis in Argentina ma si ritira. Dopo aver ottenuto l'ottavo posto in una tappa del Tour Méditerranéen, vince la prima tappa al Tour du Haut-Var, tornando alla vittoria dopo diciassette mesi, e si piazza al quinto posto della classifica generale. Disputa una buona Tirreno-Adriatico, dove ottiene un piazzamento nella difficile tappa di Porto Sant'Elpidio, ma è costretto al ritiro alla Milano-Sanremo, caratterizzata da freddo, pioggia e neve. Alle classiche del pavé si piazza diciassettesimo alla Gand-Wevelgem e, dopo il ritiro al Giro delle Fiandre, trentacinquesimo alla Parigi-Roubaix. In seguito ottiene solo qualche piazzamento al Tour of California e al Critérium du Dauphiné.
In giugno in occasione dei Campionati nazionali conquista la medaglia d'argento nella prova a cronometro, battuto solo da Edvald Boasson Hagen, e la medaglia d'oro nella prova in linea dove vince per distacco su Kristoff, Boasson Hagen, Rasch e Nordhaug. Un paio di settimane dopo vince la terza tappa dell'Österreich-Rundfahrt regolando in volata il compagno di squadra Daniel Oss e Gianni Meersman. Al Tour de Pologne vince la terza e la quinta tappa entrambe in volata. In agosto si aggiudica la classifica generale dell'Arctic Race of Norway, breve corsa a tappe norvegese, dopo aver vinto la seconda e la quarta tappa. Sempre in Norvegia partecipa, con la maglia della Nazionale, al Tour des Fjords ottenendo solo un paio di piazzamenti. Tra la fine di agosto e settembre raccoglie altri buoni risultati: ottavo alla Vattenfall Cyclassics, sesto al Grand Prix de Ouest-France, entrambi prove del World Tour, e quarto al Grand Prix d'Isbergues - Pas de Calais. Ai Campionati del mondo in Toscana si ritira. In ottobre vince la prima tappa del Tour of Beijing regolando in volata Luka Mezgec, Nicholas Maes e Alessandro Petacchi, ma il giorno dopo si ritira per motivi familiari

#### Il 2014
Thor Hushovd affronta il 2014, la sua quindicesima stagione tra i professionisti, la terza con la BMC Racing Team, con l'obiettivo di vincere una classica, in particolare la Parigi-Roubaix, disputare il Tour de France dopo due anni di assenza togliendosi qualche soddisfazione, e sfruttare ogni opportunità di vittoria per ripagare la fiducia della squadra dopo due anni parzialmente deludenti. Dopo il debutto ad inizio febbraio al Dubai Tour, concluso con una buona condizione, partecipa al Tour Méditerranéen con l'ambizione di centrare il primo successo stagionale ma viene battuto da John Degenkolb nell'unica volata disputata aiutando poi il compagno di squadra Stephen Cummings a conquistare la classifica generale. In occasione della seconda tappa del Tour du Haut Var, a fine mese, entra in una fuga con altri sette corridori subito dopo la partenza, stacca tutti gli altri fuggitivi quando mancano cinquanta chilometri all'arrivo, incrementa il vantaggio nonostante il tracciato non si adatti alle sue caratteristiche ma viene ripreso dal gruppo principale a dodici chilometri dal traguardo. Parte come uno dei favoriti alla Omloop Het Nieuwsblad ma è costretto al ritiro in seguito ad una caduta senza gravi conseguenze.
All'inizio di giugno la dirigenza della BMC Racing Team comunica telefonicamente a Thor Hushovd che non gli verrà rinnovato il contratto per la stagione successiva

## Palmarès
- 1995 (Juniores)

Campionati norvegesi, Prova a cronometro Juniores
- 1996 (Juniores)

Campionati norvegesi, Prova a cronometro Juniores
Campionati norvegesi, Prova in linea Juniores
- 1997 (Ringerike SK)

tappa Ringerike Grand Prix
tappa Ringerike Grand Prix
tappa Ringerike Grand Prix
tappa Ringerike Grand Prix
- 1998 (Ringerike SK)

Paris-Roubaix Espoirs
Grand Prix de la Broderie de Villers-Outreux
Paris-Tours Espoirs
Campionati del mondo, Prova a cronometro Under-23
- 1999 (Ringerike SK)

Annemasse-Bellegarde et retour
Prix de Coteaux d'Ain
1ª tappa Tour du Loir-et-Cher
6ª tappa Tour du Loir-et-Cher
Classifica generale Tour du Loir-et-Cher
2ª tappa Ringerike Grand Prix (Hønefoss > Hønefoss)
4ª tappa Ringerike Grand Prix (Hønefoss > Hønefoss)
5ª tappa Ringerike Grand Prix (Hønefoss > Hønefoss)
Classifica generale Ringerike Grand Prix
5ª tappa Postgirot Open (Halmstad > Göteborg)
Prix des Falaises
Prix du Léon
1ª tappa Le Transalsace International (Cernay > Schiltigheim)
2ª tappa Le Transalsace International (Schiltigheim > Marckolsheim)
Grand Prix de Vougy
- 2000 (Crédit Agricole, cinque vittorie)

3ª tappa Ringerike Grand Prix (Hønefoss > Ringerike)
4ª tappa Ringerike Grand Prix (Hønefoss > Hønefoss)
5ª tappa Ringerike Grand Prix (Hønefoss > Hønefoss)
1ª tappa Tour de Picardie (Creil > Le Crotoy)
Prologo Tour de l'Ain (Saint-Didier-sur-Chalaronne, cronometro)
- 2001 (Crédit Agricole, otto vittorie)

Prologo Tour de Normandie (Mondeville > Mondeville)
1ª tappa Tour de Normandie (Forges-les-Eaux > Forges-les-Eaux)
4ª tappa Tour de Normandie (Flers > Octeville)
Classifica generale Tour de Normandie
1ª tappa, 1ª semitappa Postgirot Open (Uppsala > Uppsala)
3ª tappa Postgirot Open (Motala > Skövde)
Classifica generale Postgirot Open
Classifica generale Parigi-Corrèze
- 2002 (Crédit Agricole, tre vittorie)

18ª tappa Tour de France (Cluses > Bourg-en-Bresse)
Campionati norvegesi, Prova a cronometro
2ª tappa Tour de l'Ain (Saint-Vulbas > Châtillon-sur-Chalaronne)
- 2003 (Crédit Agricole, tre vittorie)

1ª tappa Vuelta a Castilla y León (San Andrés del Rabanedo > Valladolid)
2ª tappa Critérium du Dauphiné Libéré (Bollène > Vienne)
Grote Prijs Jef Scherens - Rondom Leuven
- 2004 (Crédit Agricole, dieci vittorie)

3ª tappa Étoile de Bessèges (Nîmes > Allègre-les-Fumades)
Classic Haribo
Grand Prix de Denain
Tour de Vendée
1ª tappa Tour du Languedoc-Roussillon (Maury > Port-Vendres)
2ª tappa Tour du Languedoc-Roussillon (Port-Leucate > Narbonne)
1ª tappa Critérium du Dauphiné Libéré (Megève > Bron)
Campionati norvegesi, Prova a cronometro
Campionati norvegesi, Prova in linea
8ª tappa Tour de France (Lamballe > Quimper)
- 2005 (Crédit Agricole, sei vittorie)

1ª tappa Quatre Jours de Dunkerque (Dunkerque > Marcq-en-Barœul)
7ª tappa Volta Ciclista a Catalunya (Pallejà > Barcellona)
1ª tappa Critérium du Dauphiné Libéré (Aix-les-Bains > Givors)
Campionati norvegesi, Prova a cronometro
4ª tappa Tour du Limousin (Saint-Gence > Limoges)
5ª tappa Vuelta a España (Alcázar de San Juan > Cuenca)
- 2006 (Crédit Agricole, sette vittorie)

4ª tappa Tirreno-Adriatico (Paglieta > Civitanova Marche)
Gand-Wevelgem
3ª tappa Volta Ciclista a Catalunya (Salou > Sant Carles de la Ràpita)
7ª tappa Critérium du Dauphiné Libéré (Saint-Jean-de-Maurienne > Grenoble)
Prologo Tour de France (Strasburgo, cronometro)
20ª tappa Tour de France (Antony-Parc de Sceaux > Parigi-Champs-Élysées)
6ª tappa Vuelta a España (Zamora > León)
- 2007 (Crédit Agricole, due vittorie)

7ª tappa Giro d'Italia (Spoleto > Scarperia)
4ª tappa Tour de France (Villers-Cotterêts > Joigny)
- 2008 (Crédit Agricole, sei vittorie)

1ª tappa Tour Méditerranéen (La Crau > Hyères)
Prologo Paris-Nice (Amilly, cronometro)
1ª tappa Quatre Jours de Dunkerque (Dunkerque)
Prologo Volta Ciclista a Catalunya (Lloret de Mar, cronometro)
2ª tappa Volta Ciclista a Catalunya (Riudellots de la Selva > Banyoles)
2ª tappa Tour de France (Auray > Saint-Brieuc)
- 2009 (Cervélo TestTeam, sette vittorie)

3ª tappa Tour of California (San Jose > Modesto)
Omloop Het Nieuwsblad
1ª tappa Volta Ciclista a Catalunya (Lloret de Mar > Lloret de Mar)
6ª tappa Volta Ciclista a Catalunya (Torredembarra > Barcellona)
6ª tappa Tour de France (Gerona > Barcellona)
4ª tappa Tour du Poitou-Charentes (Monts-sur-Guesnes > Loudun)
3ª tappa Tour of Missouri (Farmington > Rolla)
- 2010 (Cervélo TestTeam, quattro vittorie)

Campionati norvegesi, Prova in linea
3ª tappa Tour de France (Wanze > Arenberg-Porte du Hainaut)
6ª tappa Vuelta a España (Caravaca de la Cruz > Murcia)
Campionati del mondo, Prova in linea
- 2011 (Garmin-Cervélo, quattro vittorie)

4ª tappa Tour de Suisse (Grindelwald > Huttwil)
13ª tappa Tour de France (Pau > Lourdes)
16ª tappa Tour de France (Saint-Paul-Trois-Châteaux > Gap)
4ª tappa Tour of Britain (Welshpool > Caerphilly)
- 2013 (BMC Racing Team, nove vittorie)

1ª tappa Tour du Haut-Var (Le Cannet-des-Maures > La Croix-Valmer)
Campionati norvegesi, Prova in linea
3ª tappa Österreich-Rundfahrt (Heiligenblut am Großglockner > Matrei in Osttirol)
3ª tappa Tour de Pologne (Kraków > Rzeszów Podkarpackie)
5ª tappa Tour de Pologne (Nowy Targ > Zakopane)
2ª tappa Arctic Race of Norway (Svolvær > Svolvær)
4ª tappa Arctic Race of Norway (Sortland > Harstad)
Classifica generale Arctic Race of Norway
1ª tappa Tour of Beijing (Shunyi > Huairou)

### Altri successi
- 1995 (Juniores)

Campionati delle Nazioni nordiche, Cronometro Juniores
- 2000 (Crédit Agricole)

6ª tappa Tour de Normandie (Cronosquadre)
Classifica giovani Bayern Rundfahrt
Classifica squadre Coppa di Francia
- 2001 (Crédit Agricole)

Classifica punti Tour de Normandie
Classifica punti Postgirot Open
5ª tappa Tour de France (Verdun > Bar-le-Duc, cronosquadre)
- 2002 (Crédit Agricole)

Classifica punti Tour du Poitou-Charentes
- 2003 (Crédit Agricole)

Classifica punti Tour du Poitou-Charentes
Classifica punti Tour Méditerranéen
- 2004 (Crédit Agricole)

Classifica punti Tour du Languedoc-Roussillon
Classifica generale Coppa di Francia
Classifica squadre Coppa di Francia
- 2005 (Crédit Agricole)

Classifica a punti Quatre Jours de Dunkerque
Classifica a punti Tour de France
Classifica punti Volta Ciclista a Catalunya
- 2006 (Crédit Agricole)

Classifica punti Volta Ciclista a Catalunya
Classifica punti Quatre Jours de Dunkerque
Classifica a punti Vuelta a España
- 2008 (Crédit Agricole)

Classifica punti Tour Méditerranéen
Classifica a punti Paris-Nice
Ronde d'Aix-en-Provence - Ronde du Carnaval
Classifica a punti Volta Ciclista a Catalunya
TS Arendal Grand Prix
- 2009 (Cervélo TestTeam)

Classifica a punti Tour de France
Na Tour Broker Criterium - Stad Diksmuide
Spektakel van Steenwijk
Critérium cycliste de Lacq-Audéjos
TS Arendal Grand Prix
Intersport Oslo Grand Prix
Classifica punti Tour of Missouri
- 2010 (Cervélo TestTeam)

Natourcriterium Roeselare
Coppa Città di Borgomanero (Cronocoppie con Giampiero Erigoni)
- 2011 (Team Garmin-Cervélo)

Ronde d'Aix-en-Provence - Ronde du Carnaval
2ª tappa Tour de France (Les Essarts, cronosquadre)
Grimstad Sykkelfestival
Internationaal Criterium Bavikhove
- 2013 (BMC Racing Team)

Campionati norvegesi, Cronosquadre
Classifica a punti Arctic Race of Norway
Sørlandet Grand Prix - Kristiansand

## Piazzamenti

### Grandi Giri
- Giro d'Italia

2007: ritirato (12ª tappa)
2012: ritirato (6ª tappa)
- Tour de France

2001: ritirato (12ª tappa)
2002: 112º
2003: 118º
2004: 104º
2005: 116º
2006: 119º
2007: 139º
2008: 96º
2009: 102º
2010: 108º
2011: 66º
- Vuelta a España

2005: ritirato (11ª tappa)
2006: 82º
2010: non partito (17ª tappa)

### Classiche monumento
- Milano-Sanremo

2001: 48º
2002: 72º
2005: 3º
2006: 13º
2007: non partito
2008: 9º
2009: 3º
2010: 6º
2011: 127º
2013: ritirato
2014: 56º
- Giro delle Fiandre

2000: ritirato
2001: 46º
2002: 81º
2004: 38º
2005: 31º
2006: 14º
2007: 60º
2008: 26º
2009: ritirato
2010: 56º
2011: 53º
2012: 55º
2013: ritirato
2014: 90º
- Parigi-Roubaix

2000: 63º
2001: ritirato
2002: 33º
2004: 17º
2005: 9º
2006: ritirato
2007: 43º
2008: ritirato
2009: 3º
2010: 2º
2011: 8º
2012: 14º
2013: 35º
2014: 19º
- Giro di Lombardia

2010: ritirato

### Competizioni mondiali
- Campionati del mondo

Forlì 1995 - In linea Juniores: 47°
Novo Mesto 1996 - In linea Juniores: 131°
Novo Mesto 1995 - Cronometro Juniores: 10°
Valkenburg 1998 - Cronometro Under-23: vincitore
Valkenburg 1998 - In linea Under-23: 5º
Verona 1999 - Cronometro Under-23: 6º
Verona 1999 - In linea Under-23: 38º
Plouay 2000 - Cronometro Elite: 22º
Plouay 2000 - In linea Elite: 109º
Zolder 2002 - Cronometro Elite: 40º
Zolder 2002 - In linea Elite: 142º
Madrid 2005 - In linea Elite: 114º
Salisburgo 2006 - In linea Elite: 114º
Stoccarda 2007 - In linea Elite: 19º
Mendrisio 2009 - In linea Elite: ritirato
Melbourne 2010 - In linea Elite: vincitore
Copenaghen 2011 - In linea Elite: 170º
Toscana 2013 - In linea Elite: ritirato
- Giochi olimpici

Sydney 2000 - In linea: ritirato
Sydney 2000 - Cronometro: 7º
Atene 2004 - In linea: ritirato
Atene 2004 - Cronometro: 31º
- Classifiche UCI

Coppa del mondo 1998: 602º
Coppa del mondo 1999: 392º
Coppa del mondo 2000: 114º
Coppa del mondo 2001: 88º
Coppa del mondo 2002: 157º
Coppa del mondo 2003: 119º
Coppa del mondo 2004: 20º
UCI ProTour 2005: 34º
UCI ProTour 2006: 11º
UCI ProTour 2007: 25º
UCI ProTour 2008: 72º
Calendario mondiale UCI 2009: 17º
Calendario mondiale UCI 2010: 27º
UCI World Tour 2011: 35º
UCI World Tour 2012: 227º
UCI World Tour 2013: 85º
UCI World Tour 2014: in corso
- Coppa del mondo

Coppa del mondo 2001: 24º
Coppa del mondo 2002: 45º
Coppa del mondo 2004: 20º

### Competizioni europee
- Campionati europei

Uppsala 1998 - Cronometro Under-23: 5°
Lisbona 1999 - Cronometro Under-23: 12°

## Vita privata
Thor Hushovd è sposato con Susanne Haaheim e hanno due figli, Isabel nata nel 2009 e Niklas nel 2012. Risiedono in un appartamento nel Principato di Monaco ma quando è possibile ritornano in Norvegia dove possiedono una casa con giardino sul lungomare di Grimstad. In precedenza Hushovd ha abitato in Francia, vicino a Perpignano, e in Svizzera.
Hushovd è laureato in economia e commercio. Oltre il norvegese bokmål, sua linguamadre, parla correntemente il francese, l'inglese e lo spagnolo. Dal 2010 è titolare del Team Sparebanken Sør, squadra ciclistica norvegese con licenza UCI Continental. Nel 2013 diventa azionista della Bank Norwegian investendo nove milioni di corone.
Ambasciatore della Kreftforeningen, associazione norvegese per la lotta contro il cancro, nel 2010 Thor vende all'asta la maglia di campione nazionale con cui vinse la terza tappa al Tour de France 2010 per 50 000 corone, devolvendo poi il ricavato all'associazione. Allo stesso ente dona anche le 50 000 corone del premio di "Personalità norvegese dell'anno" messe in palio dalla rivista VG. Nel 2011 partecipa alla raccolta di fondi dell'Associazione dei bambini cardiopatici dell'Aust-Agder per il reparto pediatrico dell'ospedale di Arendal, mettendo all'asta la maglia gialla conquistata al Tour de France 2011. Nel 2013 è protagonista di un video intitolato Condividi la strada girato in Norvegia per incentivare la guida prudente e sicura sulle strade pubbliche.

## Riconoscimenti
- Trofeo del Re del Comitato Olimpico Norvegese nel 2002, 2004, 2005, 2010 e 2013[82]
- Premio popolare dello sport del quotidiano norvegese Dagbladet nel 2005 e 2010
- Ciclista dell'anno per l'Associazione Veterani del Ciclismo norvegesi nel 2006 e 2010
- Premio culturale della contea di Aust-Agder nel 2007
- Trofeo dei Veterani dell'Associazione Veterani del Ciclismo norvegesi nel 2010
- Targa d'Oro dell'Associazione Ciclistica Norvegese nel 2010[83]
- Premio speciale al Galà del ciclismo di Conegliano del 2010
- Personalità dell'anno per la rivista norvegese VG Nett nel 2010[84]
- Medaglia d'Oro del giornale norvegese Aftenposten nel 2010
- Sportivo dell'anno per l'Associazione giornalisti sportivi norvegesi nel 2010
- Atleta dell'anno al Galà dello Sport del 2011
- Atleta maschile al Galà dello Sport del 2011
- Premio degli atleti al Galà dello Sport del 2011
- Trofeo AIJC dell'Associazione Internazionale dei Giornalisti del Ciclismo nel 2011[85]
- Inserito nella Top ten sprinters of all time della rivista Cyclingnews nel 2011[86]